# جون كورتيس شامبرلين
جون كورتيس شامبرلين هو محامي وسياسي أمريكي، ولد في 5 يونيو 1772 في ورسستر في الولايات المتحدة، وتوفي في 8 ديسمبر 1834 في أوتيكا في الولايات المتحدة. نشط حزبياً في الحزب الفيدرالي الأمريكي. وقد انتخب عضو مجلس النواب الأمريكي ‏.